# Femke de Vries (hoogleraar)
Femke de Vries (1972) is een Nederlands bijzonder hoogleraar en consultant. Zij was sinds 1 oktober 2015 bestuurslid bij de Autoriteit Financiële Markten (AFM). Per 1 januari 2018 maakte ze de overstap naar &Samhoud consultancy, waar ze aantreedt als consultant.

## Biografie
Na haar middelbare school deed De Vries twee universitaire studies, die zij allebei cum laude afrondde: Beleid en Bestuur in Internationale Organisaties aan de Rijksuniversiteit Groningen en Nederlands recht aan de Erasmus Universiteit Rotterdam.
In 2005 promoveerde zij op onderzoek naar het gebruik van het bestuurlijke sanctie-instrumentarium in de Douanewet. In 2015 werd zij benoemd als toezichthouder bij de Autoriteit Financiële Markten. Eind 2017 werd bekend dat zij deze laatste functie per 1 januari 2018 zou neerleggen om in dienst te treden bij het consultancybureau &Samhoud.
De Vries heeft 3 kinderen.

## Carrière
De Vries begon haar carrière bij de Belastingdienst, het ministerie van Financiën en het ministerie van Justitie.
Vanaf 2003 begon De Vries bij de Nederlandsche Bank (DNB), in eerste instantie als toezichthouder en daarna als divisiedirecteur Toezicht expertisecentra. Vanaf 2015 had zij daar als secretaris-directeur de leiding over het intern bedrijf van de bank. Zij was tevens verantwoordelijk voor de bewaking van de besturing en had daarbij een belangrijke rol in de cultuurverandering bij DNB, die nodig was vanwege fouten bij het toezicht op de DSB-Bank. Een belangrijke verandering sinds de kredietcrisis (2007-2011) is dat DNB bestuurders en commissarissen van financiële instellingen kijkt of zij geschikt, integer en deskundig zijn.
In maart 2015 werd zij bijzonder hoogleraar Toezicht aan de Faculteit Rechtsgeleerdheid van Rijksuniversiteit Groningen. Deze leerstoel is ingesteld door de beroepsvereniging voor toezichthouders, VIDE, die als doel heeft het vak toezichthouder verder te ontwikkelen. In het onderzoek en onderwijs van De Vries zal zij zich richten op onder andere de vraag hoe transparantie over toezicht alsmede de effecten van toezicht bij kunnen dragen aan de naleving van normen die aan het bedrijf gesteld worden. Ook wil zij daarbij aandacht besteden aan de relatie tussen in- en externe toezichthouders.
Op 1 oktober 2015 begon zij als toezichthouder bij de AFM. Zij werd benoemd door minister Dijsselbloem van het ministerie van Financiën op voordracht van de raad van toezicht van de AFM. De motivatie voor de benoeming was dat zij zeer veel relevante kennis van en ervaring met de financiële sector heeft, zowel in de wetenschap als in de praktijk. Bovendien heeft zij een netwerk van internationale toezichthouders. De minister verwachtte bij de benoeming dat De Vries als bestuurslid een grote rol kon gaan spelen bij de ontwikkeling van het toezicht en de samenwerking met DNB verder kon bevorderen. Twee jaar na haar indiensttreding bij de AFM accepteerde zij echter een nieuwe baan in het consultancywezen.

## Visie en onderzoek
De Vries is van mening dat een toezichthouder niet moet wachten tot problemen zich in cijfers vertalen, want dan ben je volgens haar te laat. Maar het is volgens De Vries lastig om 'softe' elementen als gedrag te objectiveren bij het houden van toezicht. Zij doet dan ook bij de Rijksuniversiteit Groningen onderzoek naar de grenzen van openheid. Openheid heeft namelijk invloed op het publieke vertrouwen. Toezicht houden is volgens De Vries echt een vak, omdat je als toezichthouder moet opereren in een complex veld met veel verschillende spelers en factoren die je niet kunt beïnvloeden. Een toezichthouder staat voortdurend voor allerlei dilemma’s.
"Naming and shaming" vindt De Vries een negatieve insteek, maar ondernemingen zijn in het algemeen gevoelig voor de reputatieschade die hierdoor kan ontstaan. Daarom zal publicatie van toezichtresultaten leiden tot betere naleving van de normen, met name door de bedrijven die een goede reputatie belangrijk vinden. Ook zal het bekendmaken van ingrijpen van de toezichthouder tot meer vertrouwen in de toezichthouder zelf leiden, maar juist tot minder vertrouwen in de onder toezicht gestelde.
De Vries ziet toezicht daarbij niet als een statisch beroep. De manier van toezicht houden hangt af van maatschappelijke ontwikkelingen. Bovendien bieden veel wetten ruimte voor interpretatie.

## Nevenfuncties
De Vries is gastdocent aan de Erasmus Universiteit Rotterdam. Zij is ook lid van een werkgroep van de Financial Stability Board over intensiteit en effectiviteit van toezicht. De Financial Stablity Board is een internationaal lichaam dat het wereldwijde financiële systeem monitort en daarover aanbevelingen doet.

## Bezoldiging
Bij haar benoeming tot bestuurslid van de AFM voor een periode van 4 jaar kreeg zij een hoger salaris dan de Balkenendenorm, waardoor zij direct onder vuur kwam te liggen. Dit leidde tot vragen in de Tweede Kamer van de SP. De bezoldiging was echter conform de individuele uitzondering uit de toen nieuwe Wet normering bezoldiging topfunctionarissen publieke en semipublieke sector (WNT). Bij herbenoeming na deze 4 jaar zou haar salaris worden verlaagd. De Vries ziet zelf de Balkenendenorm als gevaar om goede toezichthouders te vinden, omdat een organisatie als de AFM moet concurreren met grote accountantskantoren. Private bedrijven betalen namelijk volgens De Vries hogere salarissen.

## Publicaties (selectie)
- Hoe kan principles-based regelgeving bijdragen aan goed toezicht?, Tijdschrift voor Compliance, 2013 nr. 4.[13]
- Financial Supervision in the 21st Century, 2013, boek over de veranderingen bij DNB.[7]
- Leidt transparantie tot meer vertrouwen in de toezichthouder, oratie, 29 maart 2016.[8]
- Ontwikkelingen in de publieke verantwoording door financieeltoezichthouders.[14]

## Onderscheidingen
In 2008 werd Femke de Vries verkozen tot meest inspirerende en talentvolle jonge professional van DNB.